# Толмачёв, Александр Иннокентьевич
Алекса́ндр Инноке́нтьевич Толмачёв (1903—1979) — советский ботаник и педагог, специалист в области ботанической географии, систематики растений и флористики. Доктор биологических наук.

## Биография
Родился в интеллигентной семье Иннокентия Павловича Толмачёва и Евгении Александровны Толмачёвой-Карпинской (дочери А. П. Карпинского).
Интерес к естественным наукам сформировался у А. И. Толмачёва рано. Ещё до поступления в Петербургский университет он интересовался энтомологией и орнитологией, работал в ботаническом саду Академии наук с гербарными коллекциями.
С 1920 года, когда он совершил свою первую экспедиционную поездку на побережье Белого моря, большая часть его жизни была связана с изучением растительности Русского Севера.
С 1921 по 1925 год он участвовал в экспедициях на арктические острова (Вайгач, Новая Земля, Колгуев).
В 1926 году А. И. Толмачёв работал в низовьях Енисея, в 1928—1929 годах возглавлял Таймырскую экспедицию.
В начале 1930-х годов исследователь неоднократно посещал север Республики Коми, возглавив Печорскую бригаду Полярной комиссии Академии наук СССР. Практическим итогом работы Комиссии явилась организация 15 декабря 1933 года в Архангельске Бюро по изучению Северного края. С января 1934 года А. И. Толмачёв являлся председателем этого бюро. В центре внимания были вопросы планирования научно-исследовательских работ в регионе, проблемы перспективного освоения природных ресурсов. В 1935 году была предложена «Рабочая гипотеза долгосрочного освоения Усть-Печорского края», одобренная Академией наук СССР и использованная впоследствии при разработке практических мероприятий по освоению республики.
В 1936 году Бюро по изучению Северного края было преобразовано в Северную базу АН СССР. А. И. Толмачёв возглавил ботанический сектор, а в 1939 году он был назначен директором Базы. С 3 февраля 1939 года назначен в Архангельский государственный педагогический институт на чтение курса общей физической географии с почасовой оплатой. В связи с начавшейся Великой Отечественной войной 30 сентября 1941 года Северная база АН СССР была переведена из Архангельска в Сыктывкар и после вливания в неё Кольской базы преобразована в единую Базу АН СССР по изучению Севера. А. И. Толмачёв руководил Базой до сентября 1942 года, принимая участие в изучении засорённости полей, выявлении запасов витаминоносных и лекарственных растений.
Осенью 1942 года А. И. Толмачёв уехал в Сталинабад, где в течение пяти лет был заместителем председателя Таджикского филиала АН СССР. В этот период он углублённо изучал растительный покров Памира, Гиссарского хребта, Горного Бадахшана.
С 1947 по 1955 год А. И. Толмачёв работал в Сахалинском филиале АН СССР. Его исследования внесли большой вклад в развитие ботанической науки на острове. Именно здесь и отчасти благодаря исследованиям господствующих на острове темнохвойных лесов он закончил свой труд «К истории возникновения и развития темнохвойной тайги» (1954).
Растительности острова посвящено множество работ выдающегося ботаника. Позже, в 1974 году, он стал ответственным редактором «Определителя высших сосудистых растений Сахалина и Курильских островов», уникального и незаменимого издания на островах. В сентябре 1951 года избран в состав Сахалинского областного комитета защиты мира.
В 1955 году он вернулся в Ленинград, где жил и работал до конца жизни. Возглавив с конца 1950-х годов лабораторию растительности Крайнего Севера, он приступил к подготовке многотомного труда «Арктическая флора СССР».
А. И. Толмачёв поддерживал тесные связи с ботаниками Республики Коми, под его редакцией увидели свет сводки, подводящие итоги многолетней инвентаризации флоры сосудистых растений — «Определитель высших растений Коми АССР» (1962) и четырёхтомная «Флора Северо-Востока европейской части СССР» (1974—1977).
А. И. Толмачёв много времени уделял подготовке квалифицированных кадров ботаников. С 1958 года заведовал кафедрой систематики высших растений Ленинградского университета, позднее был деканом биолого-почвенного факультета (1963—1966). Под его руководством выполнены десятки дипломных и аспирантских работ. Многие ученики А. И. Толмачёва стали известными учёными.
За большую научную, общественную и преподавательскую деятельность А. И. Толмачёву были присвоены звания Заслуженного деятеля науки РСФСР и Заслуженный деятель науки Таджикской ССР.
А. И. Толмачёв скончался в Ленинграде 16 ноября 1979 года. Похоронен на Литераторских мостках.

## Названы в честь А. И. Толмачёва
В честь А. И. Толмачёва названы следующие виды растений:
- Astragalus tolmaczevii Jurtzev (1986)
- Draba tolmatchevii V.V.Petrovsky (2018)
- Eriophorum tolmatchevii M.S.Novos. (1994)
- Hieracium tolmatchevii Schljakov (1987)
- Lonicera tolmatchevii Pojark. (1958) — Жимолость Толмачёва
- Papaver tolmatschevianum N.S.Pavlova (1999)
- Poa tolmatchewii Roshev. (1932)
- Rhododendron tolmachevii Harmaja (1990) [syn.  Ledum macrophyllum Tolm. (1953) — Багульник крупнолистный]
- Silene tolmatchevii Bocquet (1967)
- Stroganowia tolmaczovii Junussov (1975) = Lepidium tolmaczovii (Junussov) Al-Shehbaz
- Taraxacum tolmaczevii Jurtzev (1987)

## Основные труды
- Толмачёв А. И. К методике сравнительно-флористических исследований. 1. Понятие о флоре в сравнительной флористике // Журн. Рус. бот. о-ва. 1931. Т. 16, № 1. С. 111—124.
- Толмачёв А. И. Флора центральной части Восточного Таймыра // Тр. Поляр. комис. 1932. Вып. 8. С. 1-126.
- Толмачёв А. И. О некоторых закономерностях распределения растительных сообществ в Арктике // Бот. журн. 1939. Т. 24, № 5-6. С. 504—517.
- Толмачёв А. И. О количественной характеристике флор и флористических областей. — М. ; Л. : Изд-во АН СССР, 1941. — 37 с
- Толмачёв А. И. Об условиях существования третичных флор Арктики // Бот. Журн. 1944. Т. 29, № 1. С. 3-17.
- Толмачёв А. И. Основные пути формирования растительности высокогорных ландшафтов северного полушария // Бот. журн. 1948. Т. 33, № 2. С. 161—180.
- Толмачёв А. И. К истории развития флор Советской Арктики // Ареал. Вып. 1 / под ред. А. И. Толмачёва. М. ; Л. : Изд-во АН СССР, 1952. С. 13-19.
- Толмачёв А. И. К истории возникновения и развития темнохвойной тайги. — М. ; Л. : Изд-во АН СССР, 1954. — 155 с.
- Толмачёв А. И. Геоботаническое районирование острова Сахалина. — М.-Л.: Изд-во АН СССР, 1955. — 80 с.
- Толмачёв А. И. О флоре острова Сахалина // Комаровские чтения. Вып. 12. — М.-Л.: Изд-во АН СССР, 1959. — 104 с.
- Толмачёв А. И. Географические закономерности эволюции в недавнем и отдаленном геологическом прошлом : (очерки по биогеографии минувших геологических периодов). I. О преимущественном значении суши северного полушария как места формирования прогрессивных элементов наземных флор и фаун. II. Закон зональности и его отражение в развитии органического мира Земли в различные геологические периоды // Вопросы палеобиологии и биостратиграфии : Тр. II сессии Всесоюз. палеонтол. о-ва / под ред. Д. Л. Степанова. М. : Госгеолтехиздат, 1959. С. 25-55.
- Толмачёв А. И. Арктическая флора СССР. Критический обзор сосудистых растений, встречающихся в арктических районах СССР. Вып. 1 : Семейства Polypodiaceae — Butomaceae / Академия наук СССР. Ботанический институт имени В. Л. Комарова. Отв. ред. док. биол. наук проф. Б. А. Тихомиров. — М.—Л.: Изд-во Академии наук СССР, 1960. — 101 с.
- Толмачёв А. И. Роль миграций и автохтонного развития в формировании высокогорных флор земного шара // Проблемы ботаники. М. ; Л. : Изд-во АН СССР, 1960. Вып. 5. С. 18-31.
- Толмачёв А. И. Автохтонное ядро арктической флоры и её связи с высокогорными флорами Северной и Центральной Азии // Проблемы ботаники. М. ; Л. : Изд-во АН СССР, 1962. Вып. 6. С. 55-65.
- Толмачёв А. И. Богатство флор как объект сравнительного изучения // Вестн. ЛГУ. 1970а. № 9. С. 71-83.
- Толмачёв А. И. О некоторых количественных соотношениях во флорах земного шара // Вестн. ЛГУ. 1970б. № 15. С. 62-74.
- Толмачёв А. И. Введение в географию растений : (лекции, чит. студентам Ленингр. ун-та в 1958—1971 гг.). — Л. : Изд-во ЛГУ, 1974. — 244 с.
- Толмачёв А. И. Методы сравнительной флористики и проблемы флорогенеза. — Новосибирск : Наука, 1986. — 197 с.